# Зеленцов, Алексей Фёдорович
Алексе́й Фёдорович Зеленцо́в (12 февраля 1912 года, село Поповское, Егорьевский уезд, Московская губерния — 8 декабря 1998 года) — председатель колхоза «13 лет Октября» Кадомского района Рязанской области. Герой Социалистического Труда (1960).

## Биография
Родился в 1912 году в крестьянской семье в селе Поповское Егорьевского уезда Московской губернии (сегодня — Городской округ Егорьевск). В 1924 году окончил начальную школу и в 1928 году — семилетку. С 1930 года трудился рядовым колхозником в местном колхозе. Обучался в Егорьевском сельскохозяйственном техникуме, который окончил в 1932 году. Работал агрономом-мелиоратором в Шаховской МТС Московской области. В июле 1936 года окончил Рязанский педагогический институт.
В декабре 1936 года призван на срочную службу в Красную Армию. Участвовал в Великой Отечественной войне в составе 34-й гвардейской пушечной артиллерийской бригаде 1-го Украинского фронта.
После демобилизации в 1946 году проживал в Кадоме. С ноября 1946 года — инспектор средних учебных заведений, заведующий Кадомского районного отдела образования. В 1947 году избирался членом райкома ВКП(б). С апреля 1949 года — секретарь Кадомского райкома ВКП(б), с июня 1950 года — заместитель председателя Кадомского райисполкома.
В марте 1954 года избран председателем колхоза «13 лет Октября» Кадомского района. Вывел колхоз в число передовых сельскохозяйственных предприятий Кадомского района. На протяжении нескольких лет колхоз «13 лет Октября» занимал передовые места по сельскохозяйственному производству. Указом Президиума Верховного Совета СССР от 8 января 1960 года «за выдающиеся успехи, достигнутые в деле увеличения в 1959 году производства мяса в колхозах и совхозах в 3,8 раза и продажи мяса государству в целом по области в три раза больше, чем в 1958 году, увеличения производства и продажи государству также других сельскохозяйственных продуктов» удостоен звания Героя Социалистического Труда с вручением ордена Ленина и золотой медали Серп и Молот.
Избирался депутатом Кадомского районного Совета народных депутатов.
В сентябре 1972 года вышел на пенсию. Скончался в январе 1998 года после продолжительной болезни.
Награды
- Герой Социалистического Труда
- Орден Ленина
- Орден Красной Звезды (25.08.1945)
- Орден Отечественной войны 2 степени (11.07.1944)
- Почётный гражданин Кадомского района (2009, посмертно)